# Хмелевка (Максимковское сельское поселение)
Хмелевка — деревня в Селижаровском муниципальном округе Тверской области.

## География
Находится в западной части Тверской области на расстоянии приблизительно 27 км на юг-юго-запад по прямой от административного центра округа поселка Селижарово.

## История
Деревня была показана ещё на карте 1825 года. В 1859 году здесь (деревня Осташковского уезда Тверской губернии) было учтено 8 дворов, в 1939 — 31. До 2013 года входила в Максимковского сельского поселения, с 2013 по 2020 год в составе Дмитровского сельского поселения Селижаровского района до их упразднения.

## Население
Численность населения: 78 человек (1859 год), 24 (русские 100 %) 2002 году, 23 в 2010.